# Stanislav Varga
Pour les articles homonymes, voir Varga.
Stanislav Varga,né le 8 octobre 1972 à Lipany, est un ancien footballeur international slovaque devenu entraîneur.

## Carrière
Il a porté les couleurs de Sunderland et a ensuite été prêté quelques mois à West Bromwich Albion avant de revenir à Sunderland. En janvier 2003, il est transféré au Celtic Glasgow par Martin O'Neill qui ne l'utilise quasiment pas jusqu'au mois de juin 2003. Mais lors des deux saisons suivantes, il devient un titulaire dans la défense centrale du 3-5-2 de l'entraîneur. Avec le départ de Martin O'Neill en juin 2005, Stan Varga connaît un début de saison suivante difficile sous la houlette de Gordon Strachan qui a changé le système de jeu pour passer en 4-4-2 ; il perd sa place à la suite d'une blessure survenue au début du championnat et ne rejouera en championnat que lors des dernières journées, une fois le titre acquis, et en hiver profitant du départ de Dianbobo Baldé à la Coupe d'Afrique des nations.
En juin 2006, arrivant en fin de contrat, il est prolongé d'un an mais en août 2006, il s'engage finalement à Sunderland, son précédent club, où il est signé par le nouvel entraîneur et ancien coéquipier au Celtic, Roy Keane.

## Palmarès
Avec le Slovan Bratislava 
- Champion de Slovaquie en 1999.
- Vainqueur de la Coupe de Slovaquie en 1999.

Avec le Celtic Glasgow 
- Champion d’Écosse en 2004 et 2006.
- Vainqueur de la Coupe d'Écosse en 2004 et 2005.
- Vainqueur de la Coupe de la ligue écossaise en 2006.